# 洛涅
洛涅（法語：Lognes，法語發音：[lɔɲ] ⓘ），法国中北部城市，法兰西岛大区塞纳-马恩省的一个市镇，隶属于托尔西区，其市镇面积为3.37平方公里，2022年1月1日时人口数量为14,678人，在法国城市中排名第672位。
洛涅位于塞纳-马恩省西部，是马恩拉瓦莱新城的组成部分。

## 地名来源
根据当地官方网站的论述，“Lognes”一名最初于公元7世纪时以“laucaunia sylvia”的形式被记载，该名称的来源及含义均尚有待考证。
洛涅因聚集了大量亚裔居民而又被称为“la ville du dragon”。

## 历史
洛涅的早期历史尚不清楚。根据当地官方网站的论述，洛涅境内曾发现新石器时代的人类活动遗迹。中世纪时，洛涅长期为布里地区的一处聚落。法国大革命后，洛涅成为塞纳-马恩省的一个市镇。直至20世纪70年代初，洛涅尚为一个两百余人口的普通农业市镇。20世纪60年代，为缓解巴黎的城市压力，洛涅所处区域被规划为“马恩拉瓦莱”新城，此后洛涅境内兴建了大批现代居民区，当地人口数量在20世纪70年代末快速增加。快铁洛涅站于1980年建成。自20世纪80年代以来，洛涅接纳了大批来自东南亚国家的移民，当地因此又被称为“龙城”（ville dragon）。

## 地理

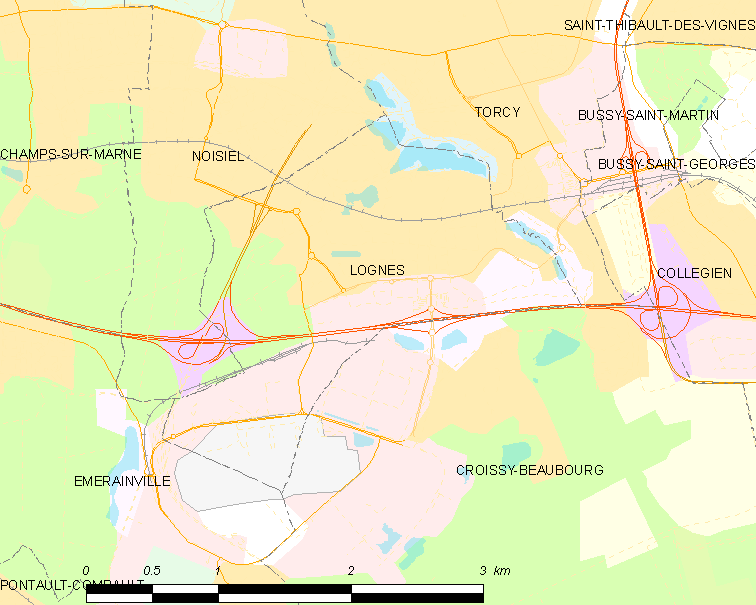
洛涅市镇范围地图

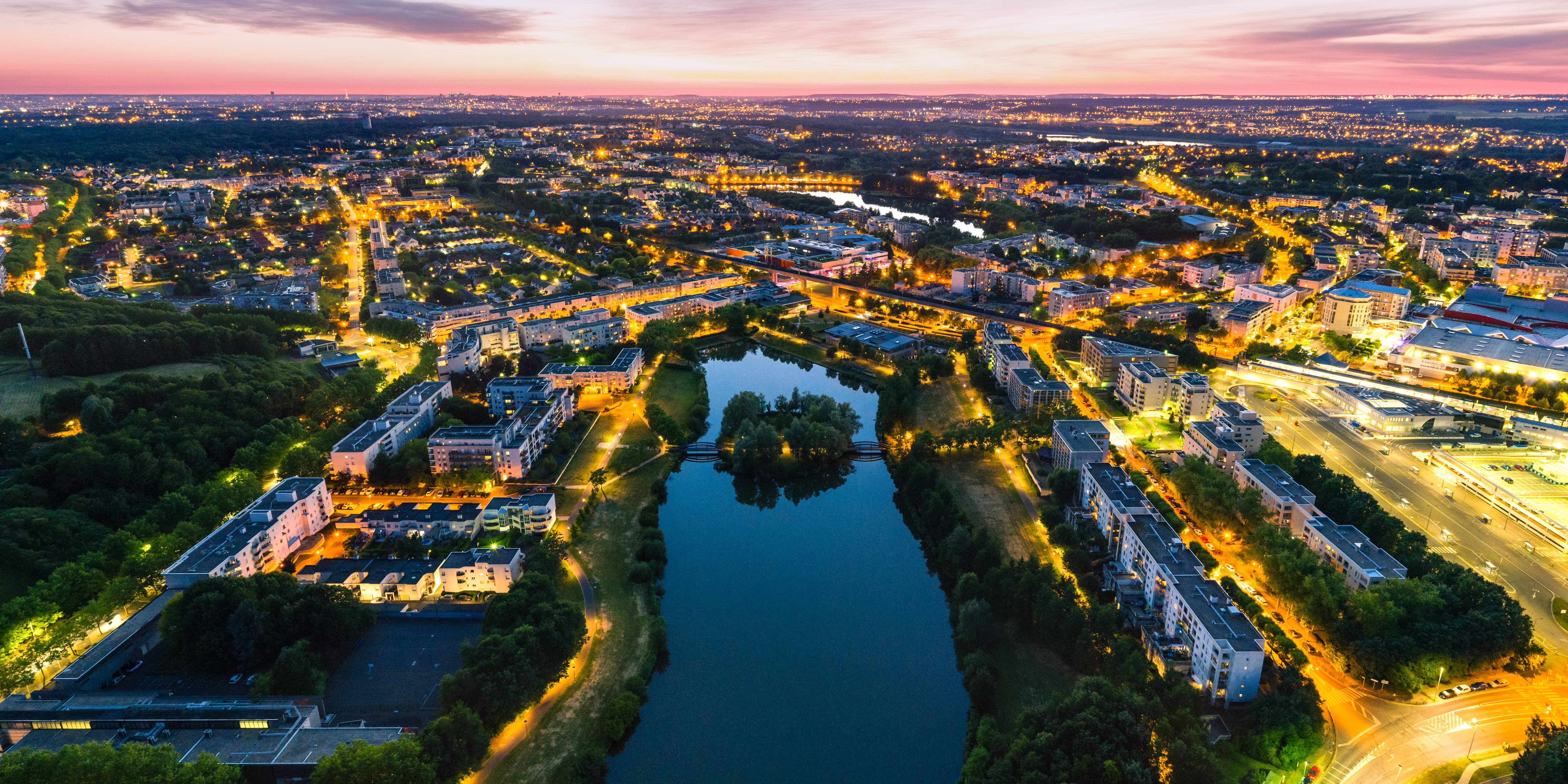
傍晚的莫比埃湖

洛涅位于法国中北部，法兰西岛大区中部偏东和塞纳-马恩省西部，距离省会默伦大约36公里。与洛涅接壤的市镇包括：[托尔西]]、努瓦谢勒、埃姆兰维尔和克鲁瓦西-博堡。

### 地形
洛涅位于巴黎盆地腹地，境内以平原和缓丘为主，市镇中心地势较为平坦，市镇范围内的整体地势自北向南略有抬升，部分区域起伏比较明显，全境海拔在70到109米之间。

### 水文
洛涅位于马恩河流域范围内，市区北部的“莫比埃塘”（Etang du Maubuée）、“大塘”（Etang du Grand Bassin）和“伊比斯湖”（Lac des Ibis）等均为人工景观湖泊。

### 植被
洛涅属于温带阔叶混交林区，林地广泛分布于市镇范围内的多个区域，市区西侧的洛涅树林（Bois de Lognes）是当地的一块天然林地。
在鲜花城市的评比中，洛涅被评为2星级鲜花城市。

### 气候
洛涅在柯本气候分类法中属于温带海洋性气候（Cfb）。

## 行政区划
洛涅的市镇编号为77258，邮政编号为77185。
在行政管理方面，洛涅隶属于法国法兰西岛大区塞纳-马恩省托尔西区；在地方选举方面，洛涅隶属于马恩河畔尚县，其市镇范围全境被划入塞纳-马恩省第十选区；在社会管理方面，洛涅是巴黎-马恩拉瓦莱城市圈公共社区的组成部分。
截至2024年7月，洛涅市镇范围内暂无任何城市敏感街区及城市政策优先街区。
法国国家统计与经济研究所（简称“INSEE”）在进行数据统计时，将洛涅及相邻的另外428个市镇设为巴黎城市核心区（2020年扩充至431个），并将包括核心区在内的周边共1,794个市镇划为巴黎城市区。自2020年起，巴黎城市区被包含1,949个市镇的巴黎城市辐射区代替。此外，INSEE还将洛涅市镇分为了6个“块区”（IRIS），以便于统计人口分布情况。

## 交通

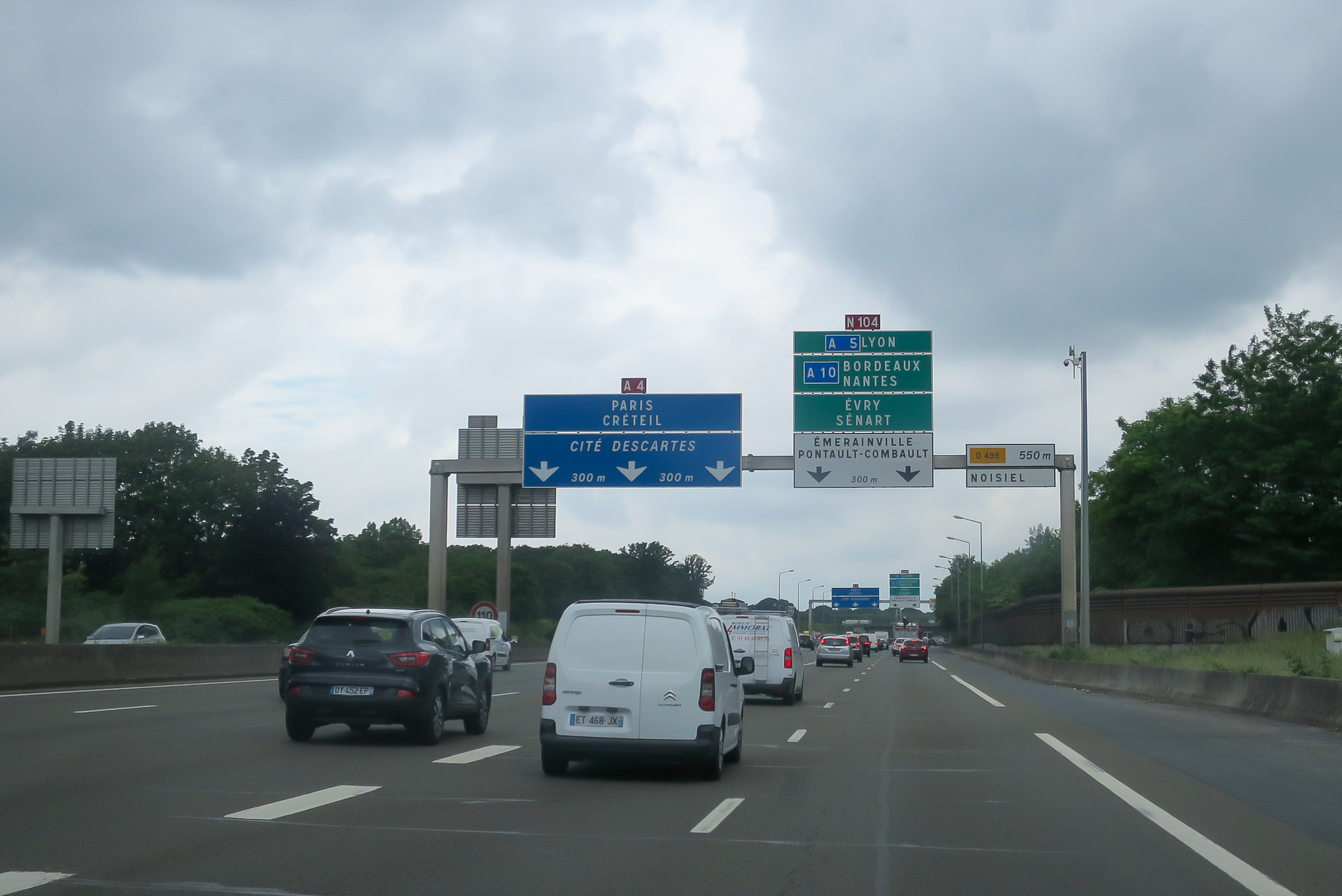
A4高速公路洛涅段

### 公路
A4高速公路经过洛涅市区南部，另有塞纳-马恩省省道D499线、D10P线等在洛涅境内交汇。洛涅境内的主要道路已完成城市化改造，配有人行道、排水、照明等设施。
2020年，72.8%的洛涅家庭拥有至少一辆私人汽车。2021年，洛涅境内共发生各类交通事故22起，造成28人受伤，其中1人重伤。
| N104 | 1.8 |

| 默伦 | 37 |

| 巴黎 贝尔西门 | 20 |

| 托尔西 | 2.7 |

### 铁路
洛涅站位于洛讷市区北部，停靠法兰西岛大区快铁A线。

### 航空
洛涅-埃姆兰维尔飞行场位于洛涅市区南部，主要供当地航空俱乐部使用。
洛涅距离巴黎-奥利机场的公路里程大约31公里。

### 城市公共交通
法兰西岛大区快铁A线，巴黎公交211路、213路、321路，Sit'bus公交C线、塞纳-马恩公交18路及法兰西岛夜班车N130线经过洛涅。
| 洛涅境内的主要公共交通站点及停靠线路 | 洛涅境内的主要公共交通站点及停靠线路 | 洛涅境内的主要公共交通站点及停靠线路        | 洛涅境内的主要公共交通站点及停靠线路       |
| 站点                                 | 类型                                 | 经纬度                                      | 主要停靠线路                               |
| ------------------------------------ | ------------------------------------ | ------------------------------------------- | ------------------------------------------ |
| 洛涅站 Gare de Lognes                | 快铁站                               | 48°50′21″N 2°38′01″E / 48.83914°N 2.63364°E | [T] · (A)                                  |
| 洛涅站 Gare de Lognes                | 快铁接驳公交车站                     | 48°50′21″N 2°38′01″E / 48.83914°N 2.63364°E | RATP 211 321                               |
| 洛涅村 Lognes Village                | 普通公交车站                         | 48°50′20″N 2°37′41″E / 48.83875°N 2.62794°E | RATP 213 Sit'bus公交 C 法兰西岛夜班车 N130 |
| 拉马德莱娜 La Madeleine              | 普通公交车站                         | 48°49′41″N 2°37′47″E / 48.82815°N 2.62964°E | RATP 321 马恩-塞纳公交 18 Sit'bus公交 C    |
| 1.                                   |                                      |                                             |                                            |

## 政治

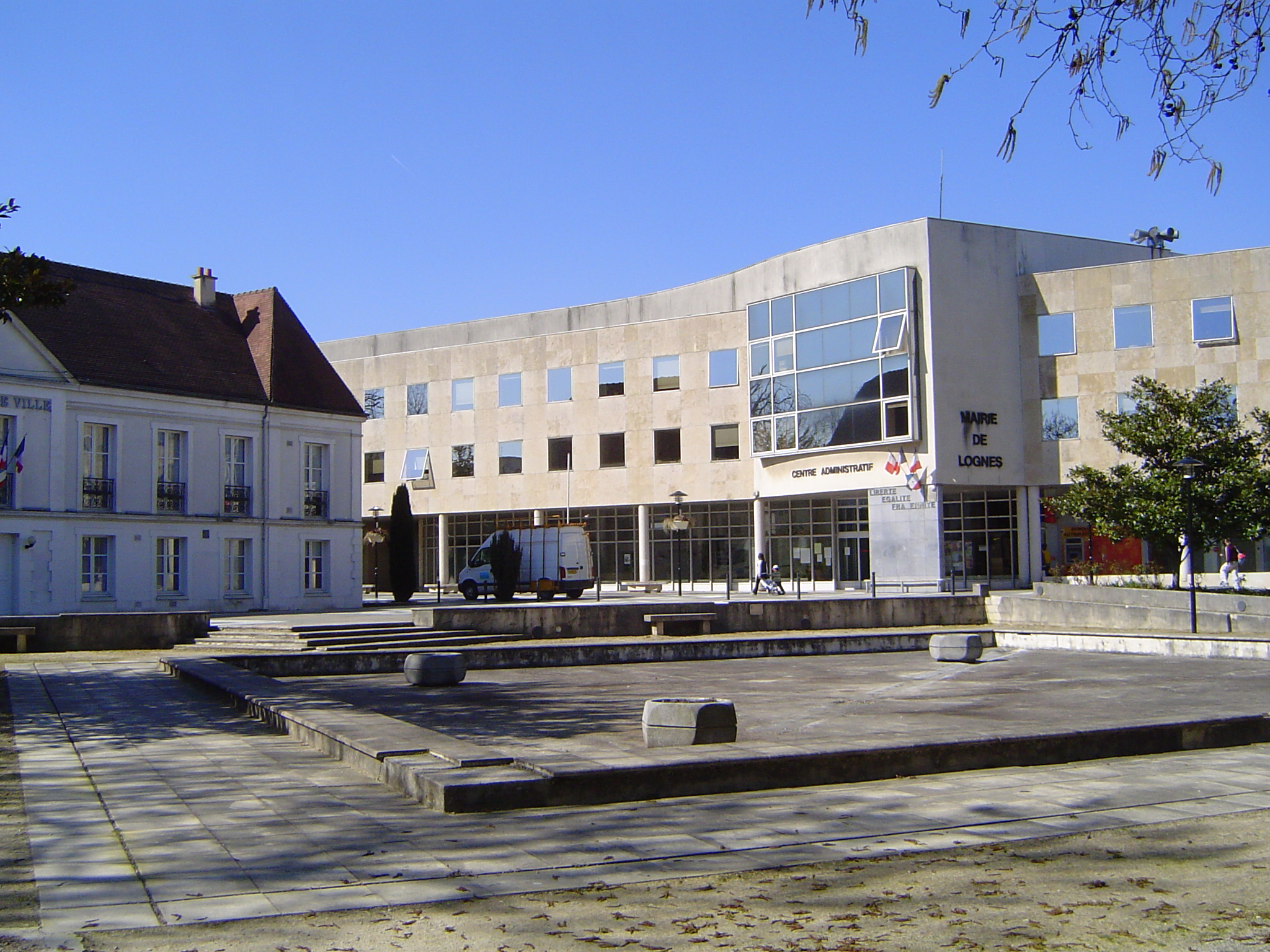
洛涅市政厅

洛涅的现任市长为尼古拉·德洛奈先生（Nicolas DELAUNAY），他是社会党的一名成员，自2023年10月起担任；其前任为安德烈·于斯特先生（André YUSTE），他是社会党的一名成员，在2020年的市政选举中获得了68.62%的支持率。
在2022年的法国总统大选的第二轮选举中，法国第25任总统埃马纽埃尔·马克龙在洛涅获得了77.03%的支持率。

## 人口
2021年，洛涅市镇人口数量为14,650，在法国排名第672位。其中男性7,007人，女性7,381人，75岁及以上人口占2.0%，出生于法国以外的居民人口数量为4,046人，人口密度为4,347人/平方公里，当地居民被称为（男性）或（女性）。2022年，洛涅境内出生207人，死亡人口59人。
| 洛涅1901年－2021年人口变化情况 |
|                                |
| 数据来源：Cassini、INSEE       |

## 经济
截至2024年7月，洛涅市镇范围内共有各类用人单位（包含自雇）2,112家，平均历史为13年，其中95.5%为中小型企业（PME），2024年5月至7月间，当地的经济活力指数为0。Conforama France（家居企业总部）、（物流）及（农业器械销售）是当地2022年营业额最高的三个企业，分别为1,724,871,000欧元、281,226,116欧元和87,521,896欧元。

## 财政与居民收入
2022年，洛涅的财政收入总额为24,233,300欧元，财政支出总额为22,521,600欧元，当年的债务总额为9,863,920欧元。2022年，洛涅市镇获得504,070欧元的贷款，此外当地还共获得了1,111,600欧元的国家直接财政补助。
| 洛涅居民收入情况                                 | 洛涅居民收入情况 | 洛涅居民收入情况      | 洛涅居民收入情况 |
| 内容                                             | 洛涅             | 法国                  | 统计年份         |
| ------------------------------------------------ | ---------------- | --------------------- | ---------------- |
| 征税家庭总数                                     | 5,357            | 1,081（法国市镇平均） | 2022年           |
| 居民平均月收入                                   | 2,480欧元        | 2,435欧元             | 2022年           |
| 高级职员人均月收入                               | 3,560欧元        | 4,331欧元             | 2021年           |
| 中级职员人均月收入                               | 2,475欧元        | 2,470欧元             | 2021年           |
| 普通职员人均月收入                               | 1,923欧元        | 1,801欧元             | 2021年           |
| 贫困率                                           | 17%              | 14.5%                 | 2020年           |
| 青壮年（15至64岁）失业率                         | 10.6%            | 7.4%                  | 2020年           |
| 征税家庭数量占比                                 | 48.0%            | 45.5%                 | 2020年           |
| 家庭年均纳税                                     | 2,771欧元        | 4,393欧元             | 2022年           |
| 资料来源：INSEE、L'Internaute、Le Journal du Net |                  |                       |                  |

## 社会事务

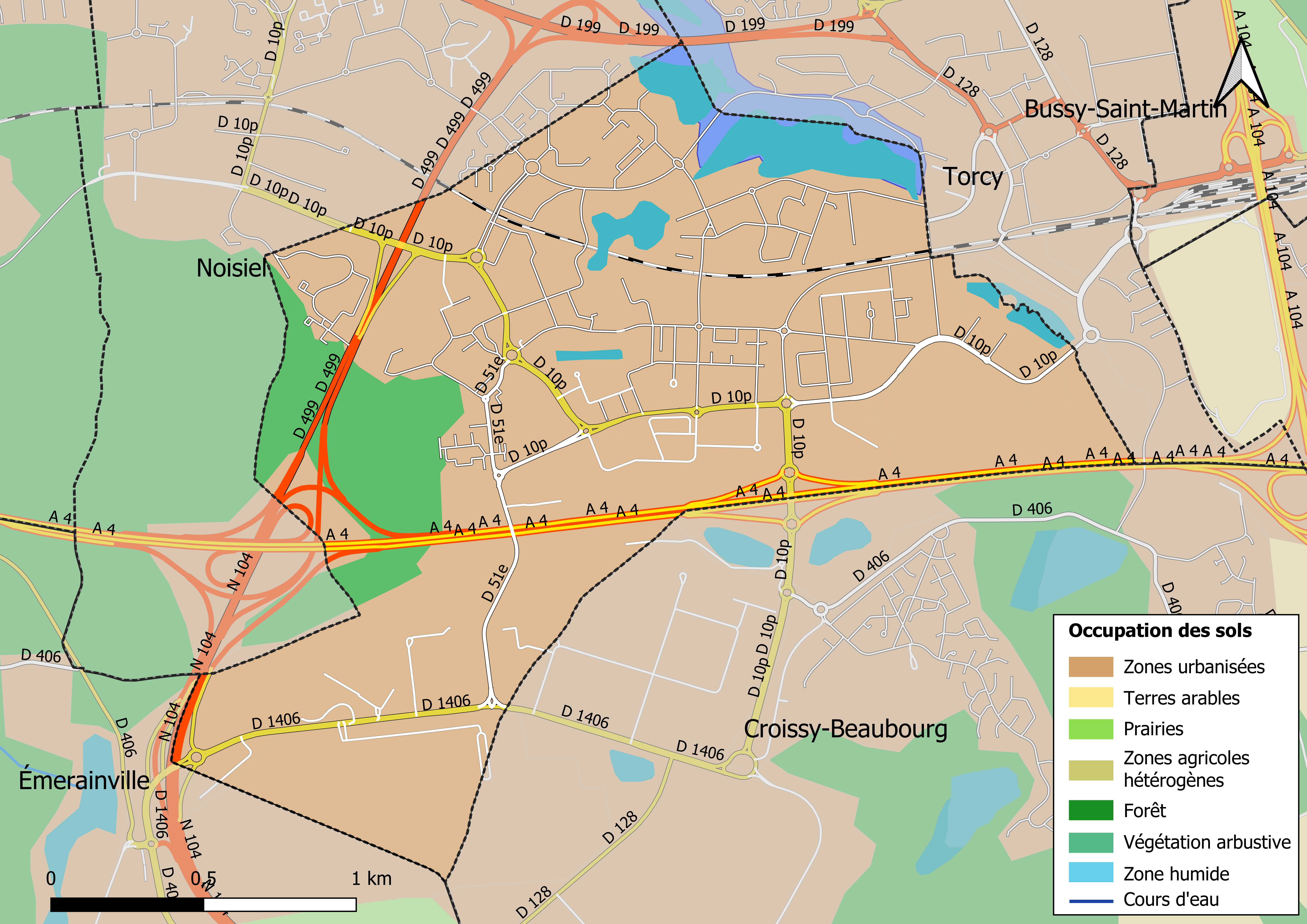
洛涅土地利用情况地图

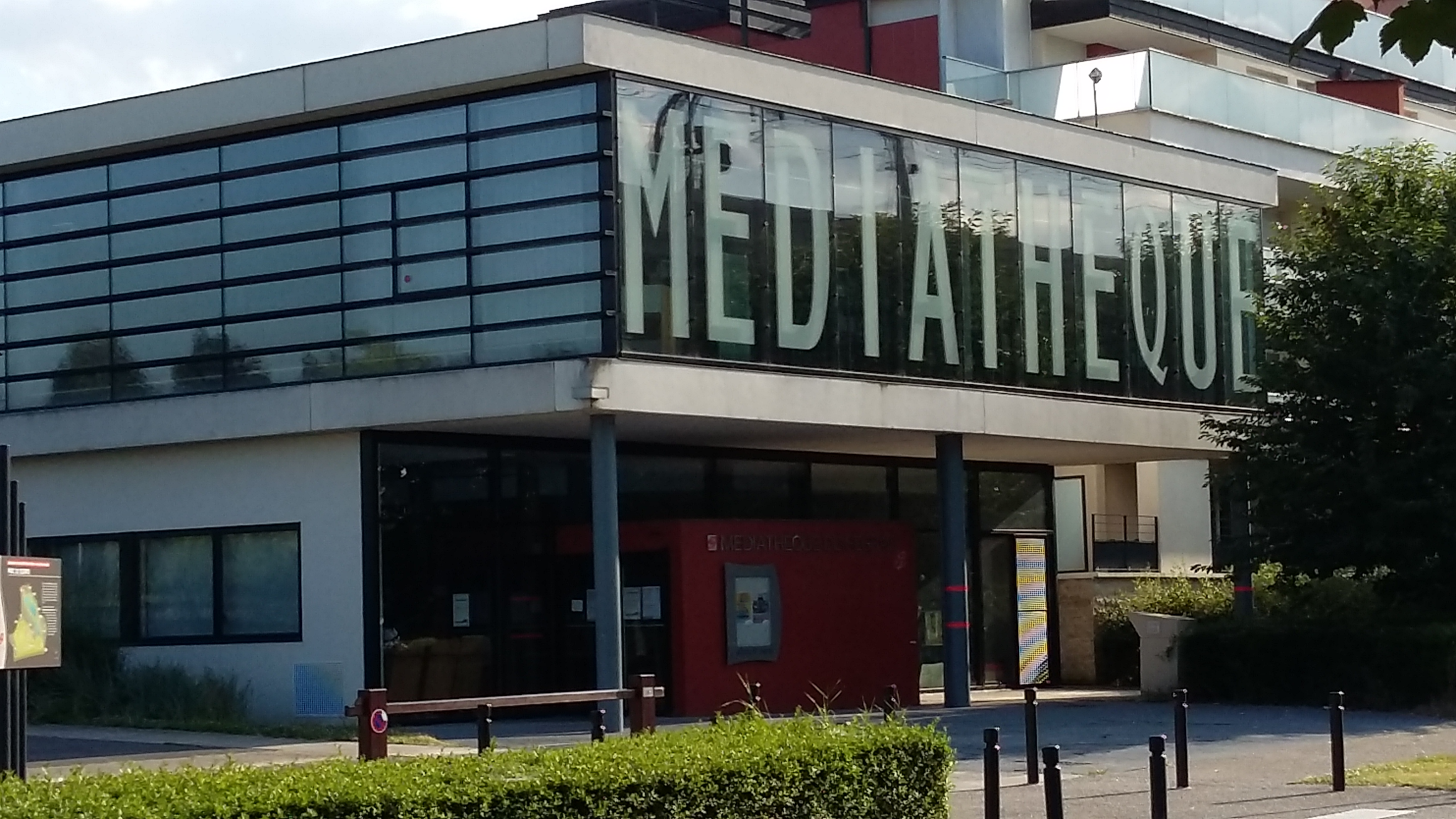
多媒体中心

### 教育
洛涅属于克雷泰伊学区。截至2021年1月1日，洛涅境内共有3所幼儿园、5所小学、2所初级中学和1所普通高中。2022至2023学年度，洛涅境内共有在校中等教育阶段学生1,869名。
在高等教育方面，洛涅境内有一所卫生学校。

### 医疗
截至2021年1月1日，洛涅境内共有全科医生9名、保健师4名、牙医7名、护士8名、耳科医生2名、眼科医生1名、皮肤科医生1名、助产士5名、儿科医生1名和妇科医生1名。境内共有药房5家。
洛涅距离东部法兰西岛总医院（马恩拉瓦莱病区）的正常车程大约18分钟，后者是法国的一个区域性医疗机构，设有床位762个，是马恩拉瓦莱地区规模最大的公立综合性医院。

### 住房
2020年，洛涅境内共有各类住房6,096套，其中19.3%为独立式住宅，78.0%为集中式住宅。常住房屋占洛涅市镇范围内居民建筑总量的95.1%。
在住房保障政策方面，2022年，洛涅境内共有1,030户家庭获得了住房经济补助，受益人数占总人口数量的7.0%，其中978份为房租补助。

### 商业
2021年，洛涅境内共有各类实体商铺206家，其中餐厅44家、大型超市9家、杂货店3家、面包房3家、装饰品店1家、银行门店7家、美容美发店6家、汽车维修店3家。洛涅镇中心建有Tang Frère、Conforama等商场。

### 体育
2021年，洛涅境内共有3间体育馆、1座综合体育场、6处网球场、1处足球或橄榄球场以及2处篮球或排球场。
截至2024年7月，洛涅境内共有两家注册足球俱乐部。洛涅体育会（US Lognes Football，编号532139）是当地的代表性足球队，成立于1978年，其主场为瑟格赖体育公园（Parc des Sports du Segrais）。

### 环境
洛涅的环境事务由其所属的巴黎-马恩拉瓦莱城市圈公共社区联合各级政府协调负责。2021年，洛涅境内共有2家污染企业。

### 治安
洛涅及其附近的共13个市镇是努瓦谢勒国家宪兵队（zone police de Noisiel）的管辖范围。2020年，该宪兵队累计记录各类案件6,456起，其中盗窃类案件3,450起，经济类案件872起，毒品交易类案件505起。

## 文化

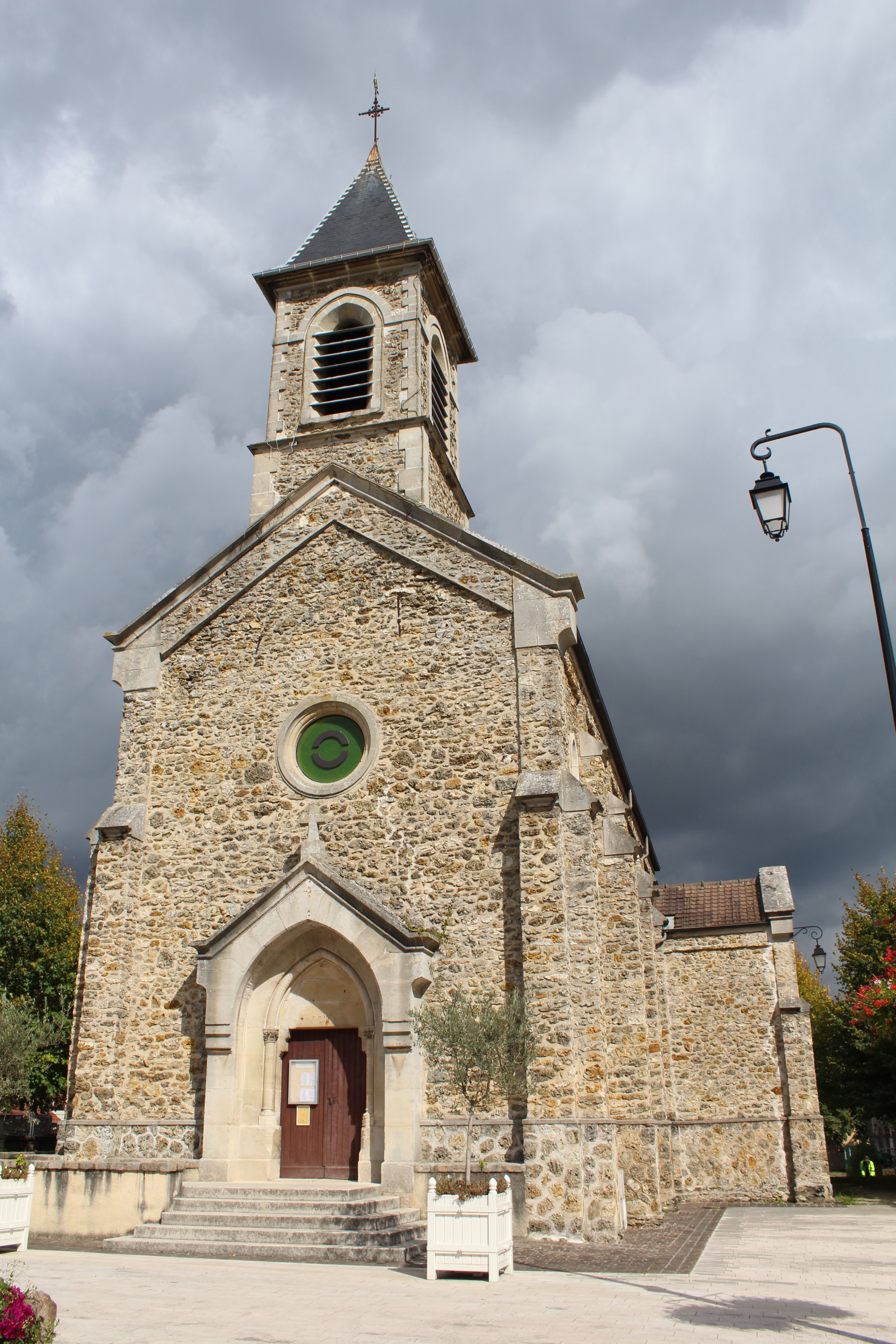
圣马丁教堂

2021年，洛涅境内暂无任何文化设施。洛涅境内建有瑟格赖多媒体中心（Médiathèque du Segrais），每周三至六向公众开放。

### 建筑
洛涅境内有多处历史建筑，其中圣马丁教堂是当地的地标性建筑物。

### 旅游
洛涅的旅游事务由其所属的巴黎-马恩拉瓦莱城市圈公共社区联合各级政府协调负责。2023年，洛涅境内共有1家酒店共计55间房间。

### 媒体
法国主要的媒体均可在洛涅接收，法国电视三台下属的法兰西岛大区频道在部分时段播出洛涅所在塞纳-马恩省的地方新闻。《巴黎人报》、蓝色法兰西巴黎广播、BFM电视台法兰西岛频道等是当地主要的地方性媒体。

## 相关人物
科摩罗足球运动员穆罕穆德·尤瑟夫出生于洛涅。

## 友好城市
截至2024年7月，洛涅共与一座城市建立了友好城市关系：
- 柬埔寨 贡布市